# Bengt Soop
Bengt Åkesson Soop, död 22 augusti 1627, var en svensk kammarherre.

## Biografi
Bengt Soop var son till häradshövdingen Åke Åkesson (Soop) i Konga härad och Ingrid Gylta. Han var ihågkommen i hertig Johans testamente 1617 med en klädning och en häst, samt bevistade året därpå bemälde hertigs begravning, då han förde hertigens kyrass. Soop var kammarherre hos kung Gustav II Adolf. Han avled 1627 och begravdes 6 januari 1628 i Kärrbo kyrka.

### Egendom
Soop ägde gårdarna Lindö i Kärrbo socken och Flosta i Altuna socken.

### Familj
Soop gifte sig 12 juli 1618 med Brita Sparre (1580–1639, dotter av riddaren, riksrådet och rikskanslern Erik Larsson Sparre och grevinnan Ebba Brahe. De fick tillsammans barnen Ebba Soop (född 1620) som var gift med översten Klas Henriksson Fleming och Maria Eleonora Soop (1621–1651) som var gift med riksrådet och presidenten Erik Fleming af Lais.